# Hildegard Gurgeit
Hildegard („Hilde“) Gurgeit (* 8. November 1913 in Berlin; † 14. Januar 2005 ebenda) war eine deutsche Widerstandskämpferin gegen den Nationalsozialismus und SED-Funktionärin.

## Leben
Gurgeit absolvierte von 1932 bis 1934 eine zweijährige kaufmännischen Lehre und war anschließend als Kontoristin tätig. Sie schloss sich 1931 der SAJ und 1932 der SPD an. Ab 1934 war sie als Politische Leiterin der Unterbezirksleitung Wedding des mittlerweile verbotenen KJVD aktiv. 1935 emigrierte Gurgeit in die Tschechoslowakei. Von 1935 bis 1937 besuchte sie die Internationale Lenin-Schule in Moskau. Nach ihrer Rückkehr in die Tschechoslowakei betätigte sie sich bei der Prager KPD-Leitung und wurde Instrukteur für Mittelschlesien. Gurgeit leistete illegale Grenzarbeit. Im August 1938 ging sie aus dem Abschnitt Braunau (Tschechoslowakei) nach Waidenburg und Breslau, um die Parteiverbindungen ins Land wiederherzustellen. Als sie im September 1938 von Mährisch-Ostrau nach Breslau fuhr, verlief zunächst alles glatt. Erst beim konspirativen Zusammentreffen mit Genossen in Breslau wurde sie verhaftet. Der Volksgerichtshof verurteilte sie ein Jahr später unter Anrechnung der Untersuchungshaft zu acht Jahren Zuchthaus. Von 1939 bis 1942 war Gurgeit im Frauenzuchthaus Cottbus und von 1942 bis 1945 im Zuchthaus Rheda (Westfalen) inhaftiert. 
Nach der Befreiung arbeitete sie bis September 1945 beim OdF-Ausschuss in Berlin mit und wurde später Mitglied in diversen NS-Opferorganisationen (VVN, Berliner Vereinigung ehemaliger Teilnehmer am antifaschistischen Widerstand, Verfolgter des Naziregimes und Hinterbliebener (B. V. VdN) e. V., Bund der Antifaschisten). Anschließend war sie bis 1946 Sekretärin für Agitation und Propaganda der KPD-Kreisleitung Prenzlauer Berg und 1946/47 Referentin im Hauptschulamt des Berliner Magistrats. Sie trat in die SED ein, schloss sich dem DFD und der FDJ an. Ab 1948 absolvierte sie an der Humboldt-Universität Berlin ein Studium der Wirtschaftswissenschaften, das sie 1958 als Diplom-Wirtschaftlerin abschloss. Anschließend war sie von 1951 bis 1961 als politische Mitarbeiterin bzw. Sektorenleiterin für den Bereich Planung und Finanzen beim ZK der SED beschäftigt. Von 1958 bis 1989 war sie Mitglied der Zentralen Revisionskommission der SED. Gurgeit wurde am 16. Juli 1958 auf dem V. Parteitag der SED in die Revisionskommission gewählt und auf allen folgenden Parteitagen in dieser Position bestätigt. Von 1961 bis 1963 war sie wissenschaftliche Mitarbeiterin im Ökonomischen Forschungsinstitut der Staatlichen Plankommission (SPK), dann 1963 bis 1964 Leiterin des Lehrkabinetts der Parteihochschule „Karl Marx“. 
Die Widerstandskämpferin Netti Christensen wurde 2006 gemeinsam mit ihr auf dem Zentralfriedhof Friedrichsfelde in der Gräberanlage für Opfer des Faschismus und Verfolgte des Naziregimes begraben.

## Auszeichnungen
In der DDR wurden ihr unter anderem folgende Auszeichnungen verliehen:
- 1958: Medaille für Kämpfer gegen den Faschismus 1933 bis 1945
- 1973: Vaterländischer Verdienstorden in Silber
- 1976: Clara-Zetkin-Medaille
- 1978: Vaterländischer Verdienstorden in Gold
- 1982: Ehrennadel des Gehörlosen- und Schwerhörigen-Verbandes in Gold
- 1983: Ehrenspange zum Vaterländischen Verdienstorden in Gold
- 1988: Karl-Marx-Orden